# Enicospilus selenospilus
Enicospilus selenospilus är en stekelart som först beskrevs av Günther Enderlein 1921.  Enicospilus selenospilus ingår i släktet Enicospilus och familjen brokparasitsteklar. Inga underarter finns listade i Catalogue of Life.